# Matthias Pfleiderer
Matthias Pfleiderer (Sonthofen, 9 de septiembre de 1995) es un deportista alemán que compite en gimnasia en la modalidad de trampolín.
Ganó tres medallas en el Campeonato Mundial de Gimnasia en Trampolín, en los años 2021 y 2022, y dos medallas en el Campeonato Europeo de Gimnasia en Trampolín, en los años 2022 y 2024.

## Palmarés internacional
| Campeonato Mundial | Campeonato Mundial   | Campeonato Mundial | Campeonato Mundial |
| Año                | Lugar                | Medalla            | Prueba             |
| ------------------ | -------------------- | ------------------ | ------------------ |
| 2021               | Bakú (Azerbaiyán)    | Medalla de plata   | Sincronizado       |
| 2022               | Sofía (Bulgaria)     | Medalla de oro     | Sincronizado       |
| 2022               | Sofía (Bulgaria)     | Medalla de bronce  | Equipo             |
| Campeonato Europeo |                      |                    |                    |
| Año                | Lugar                | Medalla            | Prueba             |
| 2022               | Rímini (Italia)      | Medalla de oro     | Sincronizado       |
| 2024               | Guimarães (Portugal) | Medalla de plata   | Equipo             |